# 소련의 군사사

## 제2차 세계 대전

### 독일과 소비에트 연방

#### 독소불가침조약과 중앙유럽의 분단
나치즘과 공산주의는 원래 히틀러가 극도로 싫어할 정도로 미워하였으나, 히틀러의 계획을 이루는데 소련이 끼어들면 이룰 수 없었기 때문에, 그 둘은 서로 다른 계획으로 독소불가침조약을 맺게 된다.
이 조약에는 서로 침범하지 않으며, 중앙유럽의 세력권과 서로 나눌 영토까지 협졍한 비밀조약이었다.
이로 인해 독일은 안심하고 서유럽을 침공하고, 소련은 내부 문제에 집중할 수 있었다.

#### 바르바로사 작전
히틀러는 언제나 동방 제국을 건설하려고 했다.
그로 인해 나치 독일은 불가침조약을 깨고 가장 많은 군대를 동원하여 바르바로사 작전을 실행했다. 하지만 너무 광활한 영토 때문에 진격하는데 시간이 오래 걸리고, 스탈린그라드 전투, 쿠르스크 전투, 모스크바 공방전 등 주요 목표로 설정했던 곳의 전투가 독일의 패배로 끝나고 소련의 우랄 산맥 서쪽의 기계 시설이 작동되기 시작하자 밀리기 시작, 결국 소련이 전쟁에서 이기게 된다.